# تابيو كوسكينين
تابيو كوسكينين (بالفنلندية: Tapio Koskinen)‏ هو لاعب هوكي الجليد فنلندي، ولد في 22 يناير 1953 في بوري في فنلندا.

## وصلات خارجية
- تابيو كوسكينين على موقع EliteProspects.com (الإنجليزية)
- تابيو كوسكينين على موقع Eurohockey.com (الإنجليزية)
- تابيو كوسكينين على موقع أوليمبيديا (الإنجليزية)